# کوریو-سرم
کوریو-سَرَم (کره‌ای: 고려사람؛ روسی: Корё сарам؛ اوکراینی: Корьо-сарам) نامی است که کره‌ای کشورهای پساشوروی برای اشاره به خود استفاده می‌کنند. این اصطلاح از دو واژه کره‌ای تشکیل شده‌است: «کوریو» که نام تاریخی کره است و «سرم» به معنای «شخص» یا «مردم».
تقریباً ۵۰۰ هزار نفر کره‌ای‌تبار در اتحاد جماهیر شوروی سابق، عمدتاً در کشورهای مستقل آسیای میانه امروزه زندگی می‌کنند. همچنین جوامع بزرگ کره‌ای در جنوب روسیه (در اطراف ولگوگراد)، خاور دور روسیه (در اطراف ولادی‌وستوک)، قفقاز و جنوب اوکراین وجود دارند. این جوامع را می‌توان تا کره‌ای‌هایی که در اواخر سده نوزدهم در خاور دور روسیه زندگی می‌کردند، ردیابی کرد.
همچنین یک جامعه قومی کره‌ای جداگانه در جزیره ساخالین وجود دارد که معمولاً به آن‌ها کره‌ای‌های ساخالین گفته می‌شود. برخی ممکن است به عنوان کوریو-سرم شناسایی شوند، اما بسیاری اینطور نیستند. برخلاف جوامعی که در سرزمین اصلی روسیه عمدتاً از نسل کره‌ای‌هایی هستند که در اواخر سده نوزدهم و اوایل سده بیستم وارد شدند، اجداد کره‌ای‌های ساخالین مهاجرانی از چوسان تحت فرمانروایی امپراتوری ژاپن بودند که عمدتاً از استان‌های جنوبی، همانند گیونگ‌سانگ شمالی، گیونگ‌سانگ جنوبی، جئولای شمالی و جئولای جنوبی، به اجبار توسط دولت ژاپن برای کار در معادن زغال سنگ برای جبران کمبود نیروی کار ناشی از جنگ اقیانوس آرام به این مناطق وارد شدند.